# Léo Dartey
Léo Dartey, nom de plume d'Henriette Stumm, épouse Féchy, est une écrivaine française née le 1er avril 1898 dans le 1er arrondissement de Paris et morte le 17 juin 1990 à Saint-Blimont (Somme).

## Biographie
Elle remporte le prix Montyon de l'Académie Française en 1945 pour son ouvrage Mais l'amour....
Dans les années 1940 et 1950, elle est vice-présidente de la Société des gens de lettres. Elle milite pour que les droits à la Sécurité sociale soient ouverts aux écrivains.
Sa fille[Qui ?] est traductrice, notamment des ouvrages de l'auteure britannique Barbara Cartland.

## Œuvre

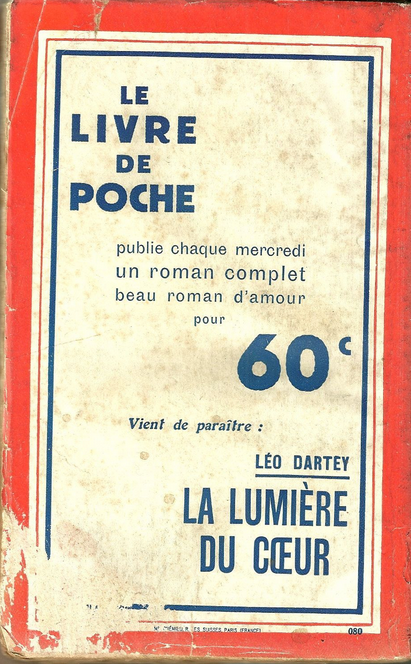
Publicité pour La Lumière du cœur, collection Le Livre de Poche au dos d'un ouvrage publié par Tallandier en 1934.

### Romans
- Mon trésor
- Au lac d'amour, 1928
- Pour son bonheur, 1931
- La Demoiselle au chapeau rouge, 1931
- L'Aventure de Claude, 1932
- Allô chérie, 1932
- La Robe de mariée, 1932
- Les Millions de l'oncle Gustave, 1932
- Le Double Amour, 1932Le Roman du dimanche no 31
- Les Deux Amours de Claude Avenières, Les Romans bleus, 1933
- Le Pélican bleu, 1933
- La Lumière du cœur, 1934
- Le Chant sur la falaise, 1935
- L'Erreur de Fanchette, 1935
- La Croisière enchantée, 1936
- Les Deux Routes, 1936
- La Chanson du rêve, 1937
- Shirley en vacances, 1938
- Les Oiseaux du bonheur, 1938
- Pierre et Françoise, 1939
- Le Secret de la Berneray, 1940
- La Nuit de Vallauris, 1940
- Après la nuit, 1940
- Rivale lointaine, 1941
- Les Ailes victorieuses, 1941
- Le Serment dangereux, Tallandier, 1942
- La Chimère aux ailes d'or, 1942
- Vous aimerez demain, 1943
- Mais l'amour..., Tallandier, 1945
- La Lumière du cœur, 1945
- Le Trésor des Mancini, Flammarion, 1946
- L'Inconnu qu'elle aimait, 1946
- La Danse aux étoiles, 1946
- Un mari pour rire, 1947
- Rien que son cœur, 1947
- Le Maître de l’île, Flammarion, 1947
- Marchand de bonheur, 1948
- Une aimée, trois amours, 1949
- L'Énigme de Greham, 1949
- Griffes d'or, 1949
- Le Dernier Sourire de Barsange, 1949
- Qu'avez-vous fait de notre amour ?, 1949
- Le Temple d'or, Flammarion, 1949
- Des pas dans l'ombre, Tallandier, 1950
- Plainte contre inconnu, Tallandier, 1951
- Suivre son rêve, 1951
- La Fin de Greham, 1952
- Le Masque est levé, 1952
- Marjolaine, 1953
- Ton amour vaut un royaume, 1954
- La Tour du silence, 1954
- Ma petite fée, 1955
- Le Mystère du château des louves, 1955
- Et si je t'aime, 1956
- Le Secret de la Lézardière, Flammarion, 1957
- Le Cygne noir, 1957
- Sylvette et l'aventure, 1957
- Une ombre de bonheur, Flammarion, 1958
- L'Amour cet inconnu, 1958
- Sa dernière nuit, 1958
- Ange ou démon ?, 1958
- Le Sacrifice de Tanna, 1960
- Un Soir à Torina, 1962
- Le Visiteur de minuit, 1963
- La Colline aux genêts, 1964
- Ce n'est pas mon amour, 1965
- Mon bonheur pour le sien, 1965
- Sur l'autre rive, 1966
- L'Ardente épreuve, 1966
- L'Intruse, 1967
- Le Miracle des Colombières, 1969
- Troublante Lyane, 1970
- Sandrine et l'amour, 1971
- Bonheur en instance, 1971
- L'Inconnue du Bois d'Amour, 1972
- Au risque d'en mourir, 1973
- Cœurs en péril, 1974
- Sophie, sa sœur et l'autre, 1975
- Les Yeux verts, 1975
- Cœur sauvé, 1976
- Le Chemin de velours, 1977

### Feuilleton
- Les Aventures de la petite Shirley, 1935Dessins de René Giffey, publié dans Fillette

### Scénario
- 1980 : épisode L'Intruse de La Vie des autres, série télévisée de Robert Guez